# Hortense Powdermaker
Hortense Powdermaker est une anthropologue américaine née en 1900 et morte en 1970. Elle a travaillé en Papouasie-Nouvelle-Guinée avant de se pencher sur les Afro-Américains et sur Hollywood aux États-Unis.

## Biographie
Hortense Powdermaker grandit à Baltimore, dans une famille de classe moyenne d’origine juive allemande. Après des études d’histoire au Goucher College (en), dont elle sort diplômée en 1921, elle entre en 1925 à la London School of Economics and Political Science, alors en plein « âge d’or », pour y étudier l’anthropologie sous la tutelle de Bronislaw Malinowski. L’enseignement de ce dernier exerce une influence profonde sur l’étudiante américaine. En 1929, dans le cadre de son doctorat en anthropologie, Powdermaker part pour un an dans le village de Lesu, en Nouvelle-Irlande, pour y effectuer une enquête de terrain. Elle est alors la première anthropologue à étudier cette société. De cette expérience sera tiré son premier livre, Life in Lesu, publié en 1933. 
De retour aux États-Unis, elle devient associée de recherche à l’Institute of Human Relations de l’université de Yale, alors sous la direction d’Edward Sapir. En 1932, elle se rend à Indianola (Mississippi), au sein d'une communauté mi-Noire mi-Blanche - particularité notable dans une région marquée par un fort antagonisme entre Noirs et Blancs. Ce travail, duquel il résultera l'ouvrage After Freedom (1939), accentue l'intérêt de Powdermaker pour les relations interraciales - auxquelles elle consacrera par la suite plusieurs autres travaux, dont un livre pour lycéens intitulé Probing Our Predjudices (1944).  En 1937, Powdermaker entre au Queens College de New York, où elle enseignera jusqu'en 1968. Ces trois décennies d'enseignement lui vaudront, en 1965, le Distinguished Teacher Award décerné par l'Association Alumni du Queens College.  
Entre-temps, ses travaux anthropologiques prennent une nouvelle direction. Son expérience à Indianola ayant éveillé son intérêt pour le rôle des médias de masse dans la constitution des modèles cognitifs et comportementaux, elle décide alors d'approfondir la question en partant étudier, entre 1946 et 1947, la communauté des film-makers hollywoodiens. Hollywood The Dream Factory fut ainsi publié en 1950. Elle poursuit ensuite son analyse en Rhodésie du Nord (actuelle Zambie), où elle met en évidence l'impact du cinéma américain sur la population locale : une étude retranscrite dans son ouvrage ethnographique Copper Town : Changing Africa (1962).  
Son dernier livre, Stranger and Friends : The Way of an Anthropologist, paru en 1966, se pose comme un bilan rétrospectif de sa carrière anthropologique, depuis ses débuts en tant que membre du mouvement ouvrier jusqu'à son immersion dans la communauté des mineurs zambiens. En 1968, après s'être retirée du Queens College, Powdermaker déménage sur la Côte Ouest, où elle devient associée de recherche au département d'anthropologie de Berkeley. Elle décède deux ans plus tard d'une attaque cardiaque.